# United States Basketball League 1995
La stagione USBL 1995 fu la decima della United States Basketball League. Parteciparono 9 squadre in un unico girone.
Rispetto alla stagione precedente si aggiunsero tre nuove franchigie, i Florida Sharks, i Jackson Jackals e i Jersey Turnpikes. I Jacksonville Hooter si rinominarono Jacksonville Shooters, mentre i Mississippi Coast Gamblers, i Palm Beach Stingrays e i Westchester Stallions si sciolsero.

## Squadre partecipanti
- Atlanta Trojans
- Conn. Skyhawks
- Florida Sharks
- Jackson Jackals
- Jacksonv. Shooters
- Jersey Turnpikes
- Long Island Surf
- Memphis Fire
- Miami Tropics

## Classifica
| Squadra               | V  | P  | %    | GB   |
| --------------------- | -- | -- | ---- | ---- |
| Florida Sharks C      | 25 | 2  | 92,6 | -    |
| Jersey Turnpikes      | 21 | 6  | 77,7 | 4    |
| Atlanta Trojans       | 19 | 9  | 67,9 | 5,5  |
| Long Island Surf      | 14 | 12 | 53,8 | 9,5  |
| Jackson Jackals       | 11 | 15 | 42,3 | 13,5 |
| Memphis Fire          | 10 | 16 | 38,5 | 14,5 |
| Miami Tropics         | 8  | 18 | 30,8 | 16,5 |
| Connecticut Skyhawks  | 6  | 20 | 23,1 | 18,5 |
| Jacksonville Shooters | 5  | 21 | 19,2 | 19,5 |

## Play-off

### Semifinale
|  | Atlanta Trojans | 116 – 102 | Jersey Turnpikes |  |

### Finale
|  | Florida Sharks | 109 – 104 | Atlanta Trojans |  |

### Tabellone
|  | Semifinali | Semifinali       | Semifinali      |                 |     | Finale         | Finale         | Finale |  |
|  |            |                  |                 |                 |     |                |                |        |  |
|  |            |                  |                 |                 |     | Florida Sharks | Florida Sharks | 109    |  |
|  |            |                  |                 |                 |     | Florida Sharks | Florida Sharks | 109    |  |
|  |            |                  | Atlanta Trojans | Atlanta Trojans | 104 |                |                |        |  |
|  | 2          | Atlanta Trojans  | Atlanta Trojans | Atlanta Trojans | 104 | 116            |                |        |  |
|  | 2          | Atlanta Trojans  |                 |                 |     |                |                |        |  |
|  | 3          | Jersey Turnpikes | 102             |                 |     |                |                |        |  |

## Vincitore
| Campione USBL 1995         |
| -------------------------- |
| Florida Sharks (1º titolo) |

## Statistiche
| Categoria             | Giocatore       | Squadra          | Stat |
| --------------------- | --------------- | ---------------- | ---- |
| Punti per gara        | Jerry Reynolds  | Atlanta Trojans  | 26,3 |
| Rimbalzi per gara     | Brent Scott     | Miami Tropics    | 12,0 |
| Assist per gara       | Charles Smith   | Florida Sharks   | 11,9 |
| Palle rubate per gara | Charles Smith   | Florida Sharks   | 3,6  |
| Stoppate per gara     | Kevin Salvadori | Florida Sharks   | 3,2  |
| FG%                   | Larry Lewis     | Florida Sharks   | 68,9 |
| FT%                   | Carl Thomas     | Jersey Turnpikes | 86,4 |

## Premi USBL
- USBL Player of the Year: Charles Smith, Florida Sharks
- USBL Coach of the Year: Mike Mashak, Jersey Turnpikes
- USBL Rookie of the Year: Roger Crawford, Memphis Fire
- USBL Postseason MVP: Charles Smith, Florida Sharks
- All-USBL First Team
  - Charles Smith, Florida Sharks
  - Jerry Reynolds, Atlanta Trojans
  - Brent Scott, Miami Tropics
  - Travis Williams, Florida Sharks
  - Frazier Johnson, Long Island Surf
- All-USBL Second Team
  - Derrick Canada, Connecticut Skyhawks
  - Steve Worthy, Jersey Turnpikes
  - Dan O'Sullivan, Jersey Turnpikes
  - Sylvester Gray, Florida Sharks
  - Herman Alston, Long Island Surf
- USBL All-Defensive Team
  - Charles Smith, Florida Sharks
  - Charles Thomas, Jersey Turnpikes
  - Kevin Salvadori, Florida Sharks
  - Godfrey Thompson, Connecticut Skyhawks
  - Mark Boyd, Florida Sharks
- USBL All-Rookie Team
  - Roger Crawford, Memphis Fire
  - Ronnie McMahan, Jackson Jackals
  - John Strickland, Long Island Surf
  - Marcus Grant, Atlanta Trojans
  - Jessie Salters, Florida Sharks